# Championnat de la Barbade de football 2011
Navigation
Saison précédente Saison suivante
La saison 2011 du Championnat de la Barbade de football est la quarante-quatrième édition de la Premier League, le championnat national à la Barbade. Les dix équipes engagées sont regroupées au sein d'une poule unique où elles s'affrontent à deux reprises. En fin de saison, les deux derniers du classement sont relégués et remplacés par les deux meilleures formations de Division 1.
C'est le club de Youth Milan FC qui remporte la compétition cette saison après avoir terminé en tête du classement final, avec cinq points d'avance sur le tenant du titre, Notre Dame SC et Weymouth Wales FC. Il s’agit du second titre de champion de la Barbade de l'histoire du club après celui remporté en 2006.

## Les clubs participants
- Ellerton United
- Notre Dame SC
- Youth Milan FC
- Pride of Gall Hill FC
- Saint John's Sonnets - Promu de Division 1
- Paradise Football Club
- Brittons Hill FC
- Pinelands SC
- Weymouth Wales FC
- Bagatelle FC - Promu de Division 1

## Compétition
Le barème de points servant à établir le classement se décompose ainsi :
- Victoire : 3 points
- Match nul : 1 point
- Défaite : 0 point

### Classement
| Rang | Équipe                 | Pts | J  | G  | N | P  | Bp | Bc | Diff |
| ---- | ---------------------- | --- | -- | -- | - | -- | -- | -- | ---- |
| 1    | Youth Milan FC         | 38  | 18 | 12 | 2 | 4  | 35 | 13 | +22  |
| 2    | Notre Dame SCT         | 33  | 18 | 9  | 6 | 3  | 40 | 20 | +20  |
| 3    | Weymouth Wales FCC     | 33  | 18 | 10 | 3 | 5  | 27 | 17 | +10  |
| 4    | Brittons Hill FC       | 31  | 18 | 10 | 1 | 7  | 27 | 21 | +6   |
| 5    | Pinelands SC           | 30  | 18 | 8  | 6 | 4  | 28 | 22 | +6   |
| 6    | Paradise Football Club | 28  | 18 | 8  | 4 | 6  | 35 | 21 | +14  |
| 7    | Pride of Gall Hill FC  | 21  | 18 | 6  | 3 | 9  | 28 | 30 | -2   |
| 8    | Bagatelle FCP          | 18  | 18 | 5  | 3 | 10 | 19 | 35 | -16  |
| 9    | Saint John's SonnetsP  | 14  | 18 | 4  | 2 | 12 | 20 | 39 | -19  |
| 10   | Ellerton United        | 9   | 18 | 3  | 0 | 15 | 14 | 55 | -41  |

|  | Champion de la Barbade 2011                                                         |
|  | Relégation en Division 1                                                            |
|  | T : Tenant du titre C : Vainqueur de la Coupe de la Barbade P : Promu de Division 1 |

## Bilan de la saison
| Championnat de la Barbade de football 2011      |                           |
| Champion                                        | Youth Milan FC (2e titre) |
| Coupes et trophées                              |                           |
| Vainqueur de la Coupe de la Barbade 2011        | Weymouth Wales FC         |
| Qualifications continentales                    |                           |
| CFU Club Championship 2012                      | Aucun                     |
| Promotions et relégations                       |                           |
| Promus en Championnat de la Barbade de football | Barbados Defence Force SC |
| Promus en Championnat de la Barbade de football | Dayrells Road FC          |
| Relégués en Division 1                          | Saint John's Sonnets      |
| Relégués en Division 1                          | Ellerton FC               |